# 沈鳳岐
沈鳳岐（1554年—1593年），字德輝，號鳴陽，旗手衛旗籍，浙江杭州府仁和縣人，明朝政治人物。

## 生平
萬曆四年（1576年）丙子科順天鄉試第八十六名舉人，十一年（1583年）中式癸未科會試第二百四十名，三甲第五十五名進士。刑部觀政，丁憂，十四年授刑部主事，十七年升员外郎，升郎中，二十年官至山東登州府知府。二十一年京察不謹，卒。

## 家族
曾祖沈澤；祖父沈貴；父沈傑，壽官。母劉氏。具慶下。弟沈鳳翔。